# 샹드마르스역 (몬트리올)
샹드마르스역 (Station du Champ-de-Mars)은 몬트리올 시내의 빌마리 지역구에 있는 몬트리올 지하철 오렌지 선 정차역으로, 1966년 10월 14일에 지하철이 처음 개통할 때 동시에 개장하였다.

## 건축 양식
이 역은 일반적인 상대식 승강장 역으로, 건설 당시 근처에 연약 지반이 발견된 관계로 굴착식 대신 개착식으로 지었다. 출입구는 빌마리 고속도로를 건너는 터널 근처에 있으며, 이 터널로 몬트리올 구도심까지 연결된다. 이 역의 개찰구는 햇빛을 최대한 받기 위해 남향으로 설치되었으며 역 건물은 스테인글라스 건물로 햇빛이 세 쪽에서 들어온다.
이 역 외벽에 설치된 선명한 추상 작품은 개찰구에서 얕은 승강장까지 다채로운 무지갯빛의 화사함을 선사한다. 1968년에 퀘벡 정부의 지원으로 설치된 이 스테인글라스 작품은 자동기술법 화가인 마르셀 페롱의 작품으로 낮과 밤 할 것 없이 화사하다. 이 작품은 지하철이 초기에 지어졌을 때 역사성을 최대한 살리려는 정부의 지침과는 달리 추상화로 전향한 유일한 작품으로, 설치 당시 퀘벡에 일어났던 예술 혁명의 산 증인이기도 하다. 화사한 외벽과 대조하기 위해 승강장과 개찰구 벽에는 수수한 파란색과 크림색 타일을 설치하였다.
1999년, 마르셀 페롱의 스테인글라스 작품을 복원하기 위해 오렐 존슨이 작품 훼손을 막을 수 있는 새로운 기법을 동원하였으며 이에 따라 몬트리올 문화유산 (Héritage Montréal) 단체에서 STCUM (오늘날의 STM)에 오렌지상을 수여하였다.

## 역 개선 공사
2012년 6월 5일, 역 근처에 새로운 몬트리올 대학병원 (Centre hospitalier de l'Université de Montréal, CHUM)이 개장함에 따라 대학병원으로 이어지는 연결 통로가 개통하였으며, 2014년 12월 9일에는 샹드마르스역에 엘리베이터 세 대가 설치되었으며 이에 따라 노약자, 장애인 등 교통약자 승객들이 이용할 수 있게 되었다. 또한, 2016년 4월부터 보수 공사에 들어갔던 샹드마르스역과 몬트리올 구도심간 보행자 터널이 2018년 2월에 재개방하였다.
2020년 5월 18일부터 12월까지 샹드마르스역의 방수막을 교체하는 공사가 진행 중이다. 이와 동시에 역 승강장 양쪽 끝의 외벽을 보수하고 기계식 환기구를 교체하고 있다. 2020년 7월 10일부터 샹드마르스역과 구도심을 잇던 보행자 터널은 수명이 다 된 관계로 폐쇄하였고 구도심으로 가려는 승객들은 아브뉘 드 로텔드빌 (Avenue de l'Hôtel-de-Ville)을 따라 남쪽으로 걸어가야 한다.

## 역명 유래
샹드마르스 (Champ-de-Mars)는 몬트리올이 세워질 때 성벽 역할을 하였으며 19세기 초에 시청과 법원이 지어지면서 철거되었다. 이 역 이름은 당시 성벽을 기념하기 위해 지어졌으며 마르스는 로마 신화에서 전쟁의 신으로, 캄푸스 마르티우스 (campus martius)는 라틴어로 군 훈련장이라는 뜻이다. 오늘날의 샹드마르스는 기존의 주차장에서 1980년대에 당시 성벽의 위치를 다시 찾아볼 수 있도록 역사 공원으로 조성하였다.

## 버스 연결편
샹드마르스역에서 갈아탈 수 있는 버스는 아래와 같다.
|  |  |  |

|  |  |  |

|  |  |  |

|  |  |  |

|  |  |  |

|  |  |  |

|  |  |  |

|  |  |  |

|  |  |  |

|  |  |  |

|  |  |  |

|  |  |  |

|  |  |  |  |  |

|  |  |  |

|  |  |  |

|  |  |  |

|  |  |  |

|  |  |  |

|  |  |  |

|  |  |  |

|  |  |  |  |  |

|  |  |  |  |  |

|  |  |  |  |  |

|  |  |  |  |  |

|  |  |  |  |  |

|  |  |  |

|  |  |  |

|  |  |  |

|  |  |  |

|  |  |  |

|  |  |  |

|  |  |  |

|  |  |  |

|  |  |  |

|  |  |  |

|  |  |  |

|  |  |  |

|  |  |  |  |  |

|  |  |  |

|  |  |  |

|  |  |  |

|  |  |  |

|  |  |  |

|  |  |  |

|  |  |  |

|  |  |  |  |  |

|  |  |  |  |  |

|  |  |  |  |  |

|  |  |  |  |  |

|  |  |  |  |  |

|  |  |  |

|  |  |  |

|  |  |  |

|  |  |  |

|  |  |  |

|  |  |  |

|  |  |  |

|  |  |  |

|  |  |  |

|  |  |  |

|  |  |  |

|  |  |  |

|  |  |  |  |  |

|  |  |  |

|  |  |  |

|  |  |  |

|  |  |  |

|  |  |  |

|  |  |  |

|  |  |  |

|  |  |  |  |  |

|  |  |  |  |  |

|  |  |  |  |  |

|  |  |  |  |  |

|  |  |  |  |  |

|  |  |  |

|  |  |  |

|  |  |  |

|  |  |  |

|  |  |  |

|  |  |  |

|  |  |  |

|  |  |  |

|  |  |  |

|  |  |  |

|  |  |  |

|  |  |  |

|  |  |  |  |  |

|  |  |  |

|  |  |  |

|  |  |  |

|  |  |  |

|  |  |  |

|  |  |  |

|  |  |  |

|  |  |  |  |  |

|  |  |  |  |  |

|  |  |  |  |  |

|  |  |  |  |  |

|  |  |  |  |  |

## 인근 명소
- 몬트리올 시청
- 몬트리올 대학병원 (Centre hospitalier de l'Université de Montréal, CHUM)
- 몬트리올 구도심 (Vieux-Montréal)
- 몬트리올 구항구 (Vieux-Port de Montréal)
- 봉스쿠르 시장 (Marché Bonsecours)
- 노트르담드봉스쿠르 예배당 (Chapelle Notre-Dame-de-Bon-Secours)
- 자크 카르티에 광장 (Place Jacques-Cartier)
- 샤토 람제이 박물관 (Château Ramezay)
- 조르주에티엔느 카르티에 국립사적지 (Lieu historique nationale de Sir-George-Étienne-Cartier)
- 몬트리올 법원 (Palais de justice)
- 비제 광장 (Place Viger)

## 인접한 역
| STM 오렌지 선              | STM 오렌지 선 | STM 오렌지 선           |
| -------------------------- | ------------- | ----------------------- |
| 플라스다름 코트베르튀 방면 | 오렌지 선     | 베리-UQAM 몽모랑시 방면 |